# Mirhipipteryx venezuelensis
Mirhipipteryx venezuelensis är en insektsart som beskrevs av Günther, K.K. 1976. Mirhipipteryx venezuelensis ingår i släktet Mirhipipteryx och familjen Ripipterygidae. Inga underarter finns listade i Catalogue of Life.